# 克蘇魯神話
克苏鲁神話（英語：Cthulhu Mythos）是以霍華德·菲利普斯·洛夫克拉夫特的小说世界为基础，并由与他同时代的记者及门徒奥古斯特·威廉·德雷斯整理洛夫克拉夫特及其他作者的设定、思路创造的架空神話體系。其名克苏鲁来源于洛夫克拉夫特的短篇小说《克苏鲁的呼唤》，该文最初发表在1928年的《詭麗幻譚》上。
理查德·L·蒂尔尼后来提出了一个理论，将德雷斯神话与洛夫克拉夫特神话的作品区分开来，并建立了现代神话学的基调。被称为洛夫克拉夫特式恐怖的作品类型经常使用到克苏鲁神话的元素:viii-ix。

## 历史

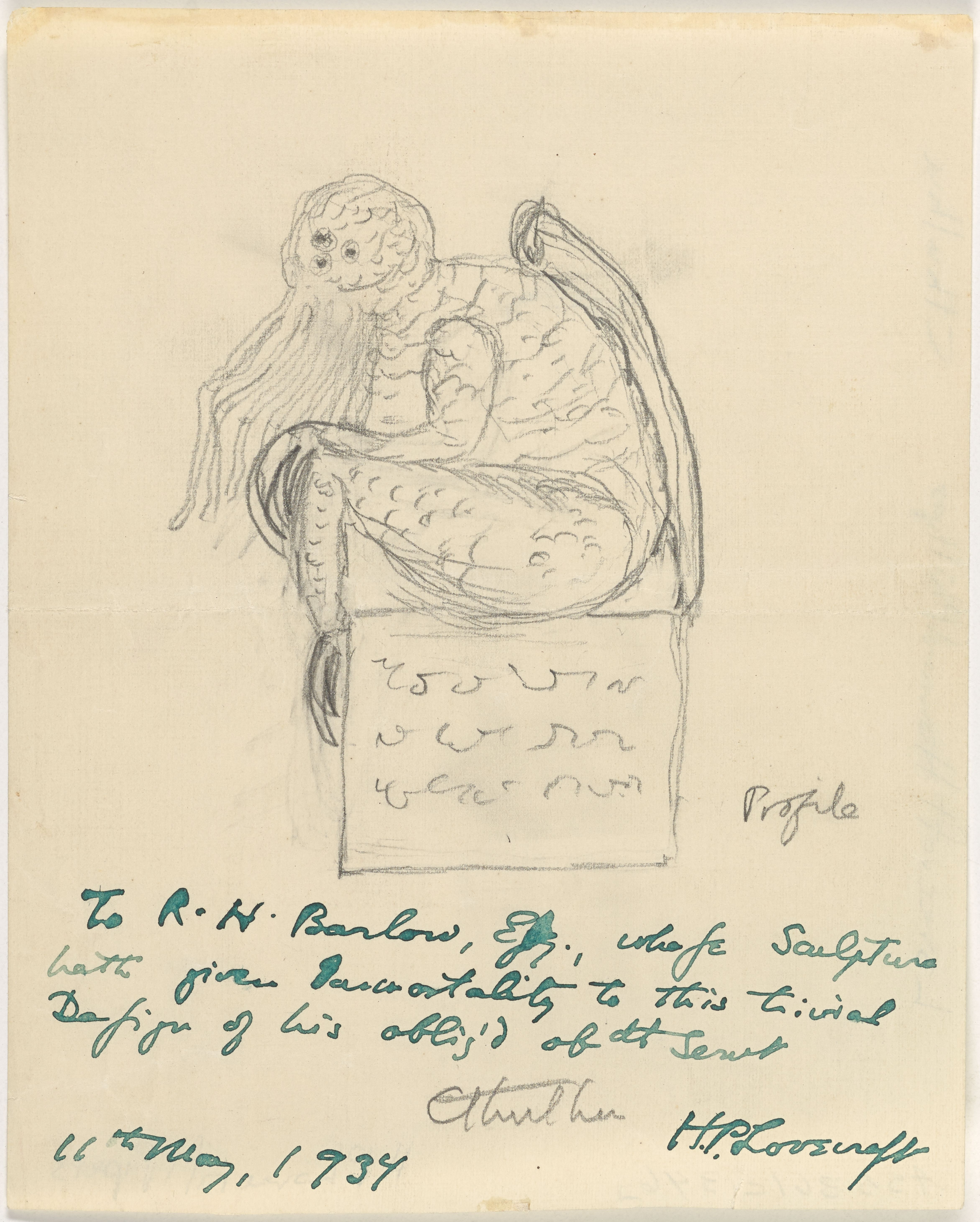
洛夫克拉夫特于1934年对克苏鲁描绘的草图

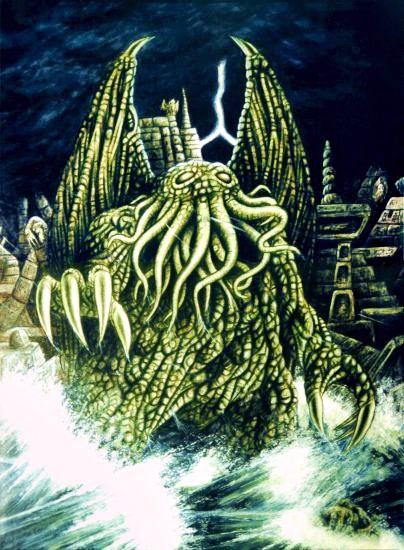
克苏鲁与失落的都市拉莱耶

羅伯特·麥克奈爾·普萊斯在他的杂文《H. P. Lovecraft and the Cthulhu Mythos》中称，克苏鲁神话的发展可以分为两个阶段。第一阶段“克苏鲁神话本体”形成于洛夫克拉夫特在世时并由他主导。第二阶段“德雷斯阶段”，德雷斯在洛夫克拉夫特死后整理他的作品出版，并分类整理及扩展其世界观:8:5。

### 第一阶段
在洛夫克拉夫特的作品中，人类面对宇宙中存在的威胁显得很渺小，甚至毫不重要。其在作品中经常提及「伟大的古老存在」（Great Old Ones），他们是一个松散的神系架构，曾统治地球，但如今正值沉睡期:viii。虽然这些怪异的神灵几乎出现在洛夫克拉夫特的所有出版作品中（他的第二个短篇小说《達貢》被认为是神话的开始），但是第一个真正拓展伟大的长者们的万神殿及其主题的故事是于1928年被出版的《克苏鲁的呼唤》。
与其它通俗小说作者相比，洛夫克拉夫特的作品以故事角色在观察他们可感知世界以外的存在的过程中，他们的心理变化为主线。他在故事的开头句中强调了这一点：“我认为世界上最仁慈的事情是人类思维无法将其所有内容联系起来。”
作家德克·W·莫西格指出，洛夫克拉夫特是一个“机械唯物主义者”，他接受了宇宙冷漠的哲学，洛夫克拉夫特相信一个无目的，机械和漠不关心的宇宙，在他看来，具有有限能力的人类永远无法完全理解这个宇宙，而这种启示所引起的认知失调会导致精神错乱，这一观点没有考虑到科学上无法支持的宗教信仰，他的故事中难以理解的宇宙力量与人类对昆虫的关注一样少:22。
有人试图对这个虚构的群体进行分类。  Phillip A. Schreffler认为，从洛夫克拉夫特的著作可以找到一个可行的框架，概括了整个“万神殿”——包括无法触及的“外界存在”（例如控制宇宙中心的阿撒托斯）和旧日支配者（例如，克苏鲁，被囚禁在地球上的沉没城市拉莱耶）到较小的种姓（低级奴隶修格斯與米-戈）。
然而，大卫·舒尔茨认为，洛夫克拉夫特从来没有打算创造一个规范的神话，他想象中的万神殿仅仅被用作背景元素:46, 54。洛夫克拉夫特自己幽默地将他的神话称为“Yog Sothothery”（德克·W·莫西格巧合地建议用神话中的猶格-索托斯故事群代替克苏鲁神话）。有时，洛夫克拉夫特甚至不得不提醒他的读者，他的神话创作完全是虚构的:33–34。
桑德·特蘭巴克·喬希阐述了克苏鲁神话沒有結構僵化的观点。他说“洛夫克拉夫特的虚构宇宙观从来不是一个静态的系统，而是一种美学结构，它始终适应其创造者的发展个性和改变利益。从来没有一个僵化的系统。神话的本质不在于想象中的神灵的万神殿，也不在于失落书本的蛛网化知识，而是存在于某种令人信服的宇宙观之中。
普莱斯则认为，洛夫克拉夫特的作品至少可以分为几个类别，并确定了三个截然不同的主题：“Dunsanian”（写作与鄧薩尼勛爵类似的风格），“ Arkham ”（发生在洛夫克拉夫特虚构的新英格兰场景中），以及克苏鲁（宇宙故事）故事群:9。作家Will Murray注意到虽然洛夫克拉夫经常在他为其他作者写的故事中使用他的虚构万神殿，但他仍然保留Arkham及其周围专门用于他以自己的名义写的那些故事。
尽管克蘇魯神話并未有公开承认与其它作品分享世界观，洛夫克拉夫确实与其他当代作家相对应并分享故事元素，包括克拉克·阿什顿·史密斯、罗伯特·欧文·霍华德、罗伯特·布洛克、弗兰克·贝尔纳普·隆恩、亨利·库特纳、亨利·S·怀特黑德、弗里兹·雷伯，一个被称为“ Lovecraft Circle ”的团体。
例如，罗伯特·欧文·霍华德的角色Friedrich Von Junzt在短篇小说“夜之子”（ 1931 ）中读到洛夫克拉夫的《死靈之書》。洛夫克拉夫则在故事“Out of the Aeons”（ 1935 ）和“时间的影子”（ 1936 ）提及霍华德的Unaussprechlichen Kulten。

### 第二阶段
洛夫克拉夫特逝世后，作为其作品版权的继承者，奥古斯特·威廉·德雷斯，被羅伯特·麥克奈爾·普萊斯认为其贡献了克苏鲁神话的第二阶段。洛夫克拉夫特和德雷斯之间的主要区别在于德雷斯发展了克苏鲁神话的善恶二元论概念，取代洛夫克拉夫特的无善恶区分的背景设置:9 。他聲稱：
|  | 当洛夫克拉夫特设想他神话中存在着神灵或力量时，最初还有古神（）......这些神靈是仁善的神靈，代表着正義的力量，并且和平地存活......很少主动地干预邪恶势力与地球种族之间的不断斗争。 这些殘惡的力量有时被称为“旧日支配者”，有时则被称为“太古支配者”（Ancient Ones）。 |

而实际上，洛夫克拉夫特本人是一个无神论者，并且曾经声称康德的道德准则“是个笑话”。德雷斯创造的神话体系就本质上来说是和洛夫克拉夫特的构想不相一致的，而且，基于克蘇魯神话的集体创作特点，也不能将它视为一个完整、不可分割的整体，而将它作为一个许多基于同样世界观的故事和设定的集合看待。
德雷斯体系中的一个问题是，除了少数含糊的例子之外，洛夫克拉夫特从未在他的作品里直接提到过古神，此外，对那些旧日支配者（或称太古支配者），他也从未想过建构一个全面、统一的设定。
而引起更大争议的，就是德雷斯将所谓“元素”系统引入到克苏鲁神话之中。他将旧日支配者们依其象征的自然元素分成四个阵营：水、火、风、地。为了填补这一系统中的空白，德雷斯甚至专门创造了克图格亚（象征火）和伊塔库亚（象征风）两个旧日支配者的形象。可惜的是，这一分类依然存在很大问题：例如，德雷斯将克苏鲁划为象征“水”的存在，但它卻会被困在海底，被水阻隔。並且，在德雷斯的系统里，“火”与“地”敌对，“水”与“风”敌对；这与传统的元素阵营（水敌火、风敌地）相比，有着很大的区别。
| 風                                             | 地                                     | 火                  | 水                                                |
| ---------------------------------------------- | -------------------------------------- | ------------------- | ------------------------------------------------- |
| 哈斯塔* 伊塔庫亞* 奈亞拉托提普 札爾及羅伊格爾* | 賽伊格亞 尼約格達 莎布-尼古拉絲 札特瓜 | 亞弗姆-扎 克圖格亞* | 克蘇魯 父神達貢 加塔諾特亞 母神海德拉 佐斯-奧摩格 |
| * 由奧古斯特·威廉·德雷斯所創作的神祇.          |                                        |                     |                                                   |

### 对德雷斯体系的不同见解
罗伯特·布洛克认为，正是德雷斯经常使用‘克苏鲁神话’一词，用来描述洛夫克拉夫特的宇宙观。可惜的是，就连他自己的写作都扭曲了这个用语的意涵，这或许和他是一位叛道、散漫的天主教徒有直接关系。

## 克蘇魯神話中的神祇及生物
下列表格的内容为：
- 名字：最常用的名字。
- 称号/别名：称号或别名。包括被记载在魔法书中的别名，以及某些宗教在敬拜时选择的名字。
- 简介：简要的描述和资料。
- 参考：该条目内容曾在其作品中登场或占重要地位的作者。名字缩写的含义见这里。其中用粗体标出的是创造该条目的作者的名字。
- 備註： 有一種說法是說因為太清楚確分了各種神的名字以及種族， 完完全全感失去了對未知的恐懼這個大前提,更像是一個單方面對 已知的神的恐懼。 因此 有一種說法是這些 對各種蘇魯神話的神的區分是後世人所加上的， 而非洛夫克拉夫特本人所加上的。

### 外神（Outer Gods）
外神在整個故事世界中可說是其中一個最為強大的種族，但洛夫克拉夫特本人並無具體地使用過外神這樣的稱呼（他使用的稱呼是'其他神(Other Gods)'）。外神與舊日支配者時常無法被區分清楚，在一些故事中也常被歸類在一起。真要説的話, 外神其實就是比較強大的舊日支配者（只是這個"比較"的差距是難以想像的程度），會有這樣的區別主要是後來從克蘇魯的呼喚（Call of Cthulhu）角色扮演遊戲分類出來的。一般來說，外神可說是宇外強大力量的具現化，是遠超宇宙之外的存在，其能力是舊日支配者遠遠比不上的，其中最主要的統治者「盲目痴愚之神」阿撒托斯，宇宙源初之混沌，與其後誕生的「孕育千萬子孫的森之黑山羊」莎布-尼古拉絲（Shub-Niggurath）、「萬物歸一者」猶格-索托斯（Yog-Sothoth）、「伏行之混沌」奈亞拉托提普（Nyarlathotep）合稱三柱外神，可說是克蘇魯神話中的最重要的背景角色。
按照小説家奧古斯特·威廉·德雷斯所作的設定， 大多數外神在極其久遠之前因對造生了祂們的古神發起叛亂而被逐出古神所統治的不知名的維度並在宇宙形成後被禁錮在位於宇宙的不同地方（阿撒托斯和猶格-索托斯除外：   前者及一些終端神被禁錮在位於宇宙外面的混沌宮殿裏，後者被禁錮在某個能夠從該處觀察到所有空間體的情況的超維度內），只有奈亞拉托提普能夠自由行動。然而, 根據宗教學家羅伯特·M·普萊斯所提出的説法，在故事世界中，很久以前 可能有一群崇信古神的人篡改了不少古老書籍的內容，使得古神的形象變得更為正面而外神的形象變得更為負面。
| 名字                            | 称号/别名                                         | 简介 | 参考 |
| 阿撒托斯（Azathoth）            | 盲目痴愚之神 ，原初混沌之源核 ，魔神之首          | 阿撒托斯是旧日支配者和外神们的领袖，形象為黑暗、混沌的巨大不定形團塊，它的别名又叫“盲目痴愚之神”(The Blind Idiot God)、或“原初混沌之源核”(Seething Nuclear Chaos)、或“魔神之首”(the Daemon Sultan)，有时也被称为“万物之主”(Lord of All Things)。 撒達·赫格拉（Xada-Hgla） 阿撒托斯的化身之一，形象像是一隻巨大的變形蟲，長著一張有綠色眼睛的人臉 | 有一种说法将阿撒托斯等同于苏美尔神话里的魔神“阿扎格·托斯”(Azag-Thoth)，但这是不正确的。所谓“Azag-Thoth”出自西蒙的《死灵之书》，而那只是那本书建立在苏美尔神话、以及别的一些神话上的虚构而已。 |
| 奈亞拉托提普（Nyarlathotep）    | 伏行之混沌 ，無貌之神 ，阿撒托斯之信使            | 奈亚拉托提普擁有上千個以上的不同型態，常化身為一個高大、纖瘦、歡快、膚色黝黑的男人形象。 暗夜咆哮者/血吼(Howler in the Dark) 活动地区：恩盖伊森林（美国北部） 外貌：形象為一個不斷嘶吼的醜陋巨人，本該是臉的位置上長著一根巨大的觸手。 注：有时也用“血舌之神”来指代，或者简称“血舌”。 出处：August Derleth (1998) [1944]. "The Dweller in Darkness". 黑法老(Black Pharaoh) 活动地区：埃及 外貌：一位身着绚丽长袍，傲慢不已的埃及法老 出处：H. P. Lovecraft [1943]. “The Dream-Quest of Unknown Kadath” 无貌之神(The Faceless God) 活动地区：古埃及 外貌：一只生有双翼的人面狮身兽，没有面容。这个化身可以把他的崇拜者送回过去。 暗夜猎手/夜魔（The Haunter of the Dark） 活动地区：澳大利亚；罗德岛的普罗维登斯；犹格斯星 外貌：一只类似蝙蝠的肿胀怪物，火红的独眼裂成三瓣，足以让人死于恐怖。这个化身会被光摧毁。 阿荼(Ahtu) 活动地区：刚果 外貌：巨大的胶质肿块中挤伸出金色的触手 出处：David Drake (1980). "Than Curse the Darkness". 肿胀之女(Bloated woman) 活动地区：中国上海 外貌：最初表现为一个以扇子掩面的娇艳的少女，不过这只是那扇子造成的假象，其背后的真身是一个庞大臃肿带有触手以大脑为食的人型生物。 | 在罗伯特·A·布洛克(Robert Albert Bloch)的短篇小说《尖塔幽灵》中，甚至暗示是奈亚拉托提普唆使人类造出了核武器。在各種不同的作品裡，奈亞拉托提普有著許許多多的化身（Avatar）和稱號。 |
| 莎布-尼古拉斯（Shub-Niggurath） | 孕育千萬子孫的森之黑山羊 ，黑暗豐穰之女神         | 至高母神，其形象為黑雲般的巨大肉塊，有著許多觸手，以及滴著黏液的大嘴 | 最早出现在洛夫克拉夫特写于1927年的小说《最后测试》(The Last Test)中。它的名字频繁地在许多作品中的咒语里被提起，但它从未被洛夫克拉夫特本人真正地描述过，直到后来的作家才对它进行了描述。 |
| 猶格-索托斯（Yog-Sothoth）      | 鑰匙和門 ，一生萬物，萬物歸一者 ，虛空之扉 超越者 | 形象為不斷地進行著聚合和分裂的億萬光輝球體 塔維爾·亞特·烏姆爾（Tawil-at-U'mr) 稱號:太古永生者 猶格-索托斯的化身之一，表現為一個人形的剪影，披著微光的面紗 亞弗戈蒙（Aforgomon） 猶格-索托斯的化身之一，常表現為一道眩目的光芒 | 犹格·索托斯是为三柱原神之一时间和空间的支配者。别名“门之钥”或“一生万物，万物归一者”。经常被视为仅次于阿撒托斯的至高存在。 全知全视，并且与所有时间和时空连为一体。犹格·索托斯居于时空连续体之外，一般认为它不存在于这个宇宙和这个维度中，也不受时间和空间束缚。 犹格·索托斯知晓一切事物，其智识甚至要超过伊波·兹特尔。 如果能取悦它的话，它可能会赐以知识作报偿，但正如克苏鲁神话中的一般事例一样，对这种知识的探求通常都会招致灾难性的结局。 有许多作者都描述过，犹格·索托斯如何将人类作为自己的祭品，永久地奴役他们。 阿撒托斯的魂魄潜藏在犹格·索托斯之中，犹格·索托斯在群星预示归还之时刻到来时将呼唤旧日支配者。 犹格·索托斯是虚空之物再度通过的门户，一切的时间对犹格·索托斯而言只是唯一。犹格·索托斯知晓时间的迷宫。 遥远悠久的太古之旧日支配者出现之处，周期巡游的旧日支配者再现之所，这些都在犹格·索托斯所知之中。 犹格·索托斯常会与“无名之雾”混淆。有说法称，“无名之雾”是为外神奈奥格·索希普，由阿撒托斯产生出，而犹格·索托斯由奈奥格·索希普产生出。 |
| 道羅斯(Daoloth)                 | 裂帷者 ，面紗粉饰者                               | 似乎是一群半球體、閃光的金屬片和塑料質地的小圓柱的雜合體 | |
| 格赫羅斯(Ghroth)                | 前兆 ，報應 ，死星，審判之星，毀滅之先驅          | 其外形为一颗锈红色的小型彗星体，表面生有一只巨大的红色眼球 | |
| 伊波-茲特爾（Yibb-Tstll）       | 堅忍者                                            | 表現為黑暗、有觸手的固定實體，並有泥狀的、眼珠分離的外星人頭顱，在他那数不清的、被无数夜魔（Nightgaunt）不停吮吸着黑色乳汁的乳腺下面有着巨大的黑色蝙蝠翅膀 | |
| 圖爾茲查(Tulzscha)              | 卓越之青炎 ，独尊之聖主                           | 環繞阿撒托斯大廳的無形舞者之一，總是以一道綠色炎柱的形象出現 | |
| 阿布霍斯（Abhoth）              | 不淨者之源 ，邪魔之祖                             | 地球上所有汙穢與可憎之物的創造者，型態像是一大灘可怕、變化不定的深灰色聚集液體 | |
| 烏波-薩斯拉（Ubbo-Sathla）      | 無源之源，自在自存之源 ，究極祖神                 | 地球一切生命的根源與回歸之處，其形象為巨大、黑暗、無形的原生物質塊 | |
| 奈奧格-索希普（Nyog'Sothep）    | 无名之霧                                          | 據說表現為一片能覆蓋整個國家的浩瀚雲霧，無人知道其中潛伏著什麽樣的恐怖 | |
| 伊德海拉（Yidhra）              | 梦之女巫                                          | 通常以一个年轻迷人的人类女性的形象出现，但她的外表可以变化 | |

### 舊日支配者（Great Old Ones）
舊日支配者是宇宙中強大而古老的種族，其肉軀大多是由不同於凡間之物的不明物質所構成，儘管祂們不如外神般強大，不過其能力依然遠遠超乎凡人想像，普通的凡人只是看到祂們就會陷入瘋狂；但仍有一些外星種族、古老文明或瘋狂的神秘宗教崇拜祂們，希望得到祂們所賜的力量。按照奥古斯特·威廉·德雷斯所作的設定，舊日支配者於大約三億年前在對抗長老神的鬥爭中慘敗，前者大多因而被封印在不同的星球上，只有少數舊日支配者得以逃脱，但當繁星移動到合適的位置時，祂們能夠通過咒語被召喚到凡人面前。
根據奥古斯特·威廉·德雷斯所作的分類，所有舊日支配者都依其所象徵的水、火、風、地四元素分為四個陣營。其中，象徵水與風的舊日支配者之間、以及象徵火與地的舊日支配者之間互為對立，祂們均將對方視為死敵。儘管如此, 不過這種分類方式被認為有不少漏洞。
| 名字                                                | 稱號/別名                                             | 簡介 | 參考 |
| 亞弗姆-扎（Aphoom-Zhah）                            | 冰焰 極圈之主                                         | 形象為巨大、寒冷的灰色火焰 |      |
| 阿爾瓦撒（Arwassa）                                 | 山丘上的沉默吼叫者                                    | 形象為有著觸腕四肢的人形軀幹以及只有脖子的無牙嘴部 |      |
| 阿特拉克·納克亞（Atlach-Nacha）                     | 蜘蛛之神                                              | 形象為一隻巨大的蜘蛛，長著與人類相似的面孔 |      |
| 夏烏戈納爾·法格恩（Chaugnar Faugn）                 | 群山中之恐怖 飼食者                                   | 形象為長著象頭的吸血巨人 |      |
| 克圖格亞（Cthugha）                                 | 爆燃者 居於火焰者                                     | 象徵「火」的存在之一，形象為巨大、高熱的火球或電漿塊 |      |
| 克蘇魯（Cthulhu）                                   | 沉睡之神 拉萊耶之主 偉大的克蘇魯 克蘇魯·弗坦 螺湮之主 | 象徵「水」的存在之一，形象為章魚頭、人身，背上有蝙蝠翅膀的巨人 |      |
| 父神達貢（Father Dagon） 母神海德拉（Mother Hydra） | ——                                                    | 前者名字來自古西亞的神祇大袞，兩者形象均為極巨大的深潛者 |      |
| 加塔諾托亞（Ghatanothoa）                           | 篡奪者 火山之神                                       | 帶著多種附屬肢體與怪異成員的無定型畸形醜惡物，過於恐怖以至於光是注視就會被石化，原始姆大陸的信仰中心，克蘇魯的長子                                                  |      |
| 哈斯塔（Hastur）                                    | 無以名狀者 深空星海之主 黃衣之王                      | 象徵「風」的存在之一，克蘇魯的死敵 |      |
| 伊塔庫亞（Ithaqua）                                 | 風行者 冰寒死寂之神                                   | 象徵「風」的存在之一，形象為黑暗、巨大的人形或獸形輪廓，只露出一雙鮮紅色的眼睛                                                                                      |      |
| 羅伊格爾（Lloigor）及札爾（Zhar）                   | 卑猥之雙子                                            | 形象均為極巨大的、長滿觸手的肉塊 |      |
| 莫爾迪基安（Mordiggian）                            | 陰森寒骨之神 食屍鬼之王                               | 当他出现时，所有火和热都会被它虚空、漩涡般的身体卷走，周围的气温瞬间降低好几度，并充斥着刺骨的寒冷和凝滞的空气。                                                    |      |
| 納格（Nug）及耶布（Yeb）                            | 褻瀆之雙子                                            | 形象均與莎布·尼古拉絲相仿 |      |
| 蘭-提戈斯（Rhan-Tegoth）                            | 象牙玉座之神                                          | 六足、長身，有著蟹鉗般的前肢；很難用寥寥數語概括其形象 |      |
| 魯利姆-夏科洛斯（Rlim Shaikorth）                   | 白色蠕蟲                                              | 形象為巨大的白色蠕蟲 |      |
| 修德-梅爾（Shudde M'ell）                           | 地下挖掘者                                            | 一條擁有數哩長巨大身軀的灰色怪蟲，並不時的滲出奇特的酸液。祂在地底深處以十分驚人的速度挖掘，展現出令人畏懼的狂暴姿態。                                              |      |
| 札特瓜（Tsathoggua）                                | 恩卡伊之沉睡者 蟾之神                                 | 形象為長有黑色軟毛、如蟾蜍般巨腹的人形。 |      |
| 伊戈隆納克（Y'golonac）                             | 污穢者 惡行與敗德者                                   | 形象為手掌上長著血盆大口的肥胖無頭裸男 |      |
| 伊格（Yig）                                         | 蛇之父                                                | 形象為長滿鱗片的半蛇半人 |      |
| 尼約格達 (Nyogtha)                                  | 暗之住民                                              | 表现为一团不成形态的黑暗物质，能通过一些秘密洞穴和裂缝召唤至地表,一旦尼约格达出现在地表，只有通过某些特定的圣物、仪式或咒语才能将其驱逐回地底不见天日的秘密藏身地。 |      |
| 艾霍特 (Eihort)                                     | 迷宮之神                                              | 形象為一個蒼白並由無數瘦骨嶙峋的腿支撐起的臃腫肉團，肉團上有數個眼睛                                                                                                |      |

### 古神（Elder Gods）
古神在不同的早期小說故事中有不同的稱呼方式，諸如Great Old Ones、Ancient Ones等等，起因於當時還未將克蘇魯神話體系化，隨作者的喜好用詞而不同，用語之混亂連帶導致中文資料也有混淆不清的情形，直到後來整理出一個系統後才統一都使用古神（Elder Gods）來稱呼。在德雷斯的設定中古神對抗著舊日支配者與外神，曾在極其久遠之前與外神作戰，並且將祂們禁錮起來。祂们一般对凡人抱持善意，并且协助凡人对抗旧日支配者；許多爱好者认为古神的存在引進了善惡二元對立的概念而与洛夫克拉夫特冷漠的宇宙恐怖觀相違背，因此否定這個概念的正統性；但也有一部分爱好者反驳说，古神會這樣做纯粹是因为祂们与旧日支配者敌对而已，并不牵涉道義，而且祂们对凡人及凡人世界本身也没有任何兴趣，會幫助凡人也只是正好與自己本身的利益相符合而已。多數的古神正體不明。根據布萊恩‧魯姆利所作的設定，克塔尼德（Kthanid）帶領着其他古神及長老神抗衡着外神和以克蘇魯為代表的舊日支配者。
據傳古神居住在一個被稱為艾麗西亞（Elysia）的空間體，那𥚃也可能是外神的誕生地。
| 名字                        | 称号/别名                                         | 简介 | 参考 |
| 克塔尼德（Kthanid）         | ？                                                | 克苏鲁的“兄弟”，形象与其相似，但眼睛是金色的。                                                                                     |      |
| 乌尔塔尔（Ulthar）          | 乌尔达（Uldar）                                   | 負責監視地球上的舊日支配者。 |      |
| 沃瓦道斯（Vorvadoss）       | 宇宙空間之主 燃燒者 沙漠的擾亂者 外層黑暗之守望者 | 形象為壟罩著綠色火焰有著火紅眼的蒙面鬥篷，或顯現為朦朧、銀色且像是有著非人面貌的剪影。                                             |      |
| 奥瑞克斯（Orryx）           | 燃耀之火                                          | 形象为一个巨大的光柱，任何一个人都不可能注视他超过几秒钟；即使只看一眼，眼睛都会也变得酸痛。同样的，任何一个人也忍受不了他的高温。 |      |
| 亚德-萨达格（Yad-Thaddag）  | ？                                                | 可能是古神當中相當於猶格·索托斯的存在，顯現時的形象也相似，只是顏色不同；而且天性純潔仁慈。                                        |      |
| 努塞-坎布爾（N'tse-Kaambl） | ？                                                | 制作了外神所忌憚的古神之印(Elder Sign)的女性神靈，以手持長槍與盾身穿禮袍的形象在幻夢境被崇拜著。                                   |      |
| Thibukcall                  | ？                                                | 潛藏在參宿四星系行星Miobu的山地底下的美麗巨大的神靈。                                                                              |      |

### 長老神（Elderly Gods）
長老神是強大的生靈，雖然其力量弱於古神及外神，但是仍然足以對抗舊日支配者。不少長老神曾經被凡人視為異教神話中的神祇並受到崇拜。儘管在異教逐漸消亡之後，長老神大多被遺忘，不過一些長老神仍然活躍於與凡人的潛意識有關的幻夢境。其中一位最活躍的長老神是諾登斯（英文: Nodens）。
據傳在距今大約三億年前 長老神與舊日支配者之間曾經爆發了一場激烈的衝突，這場衝突震憾整個宇宙，最後舊日支配者被擊敗並被封印。在這段漫長的歲月中，不少原本受到壓迫的物種開始繁衍興旺，然而隨着長老神的勢力逐漸減弱，舊日支配者開始慢慢地復甦，古老的預言宣稱終有一日舊日支配者將會突破封印，屆時長老神將會重返並與舊日支配者決一死戰。
| 名字               | 称号/别名                    | 简介 | 参考 |
| 巴斯特（Bast）     | 掌管與家猫有關事宜的女性神靈 | 形象为长着猫头的女性，其形象源自於埃及教神話中的同名神祇的形象。                                                                   |      |
| 修普諾斯（Hypnos） | 掌管與睡眠有關事宜的男性神靈 | 神秘的生靈, 形象也不明, 對凡人表現得毫不關心且會用來自太空深處的光線把作夢的人送去犧牲，其形象源自於希臘教神話中的同名神祇的形象。 |      |
| 诺登斯（Nodens）   | 深渊之大帝                   | 幻夢境的深淵之王，形象為白髮灰鬍的老人，其形象源自於德魯伊教神話中的同名神祇的形象。                                               |      |

### 舊神（Old Gods）
舊神在克蘇魯神話中被認為是其中一個最強大的種族，目前已知只有一位生靈是舊神，人們稱之為惟一舊神。
舊神的形象類似於現實世界中阿瑪納教神話中的獨一真神 阿頓神 的形象。舊神的形象的原型可能是現實世界中亞伯拉罕諸教教義中的惟一真神 上主 的形象。
舊神的行為被認為遠遠超越了凡人的道德觀，其意志也不能被理解，相傳很久以前 舊神在一次戰鬥中驅逐了舊日支配者，舊神目前在獵戶座守護着能夠被用來阻擋舊日支配者的大門，在凡人看來, 舊神的外形是純粹的發光體，然而，在現實世界中，很多愛好者認為克蘇魯神話中原本沒有舊神這個概念，他們也認為即使把舊神作為角色放進故事世界中，祂也不應該被認為能夠在與一眾外神之間的戰鬥中獲得勝利。
| 名字 | 称号/别名                | 简介               | 参考 |
| ？   | 惟一舊神（Only Old God） | 外形為純粹的發光體 |      |

### 地球原有的衆神（Great Ones）
Great Ones又稱地球上的虛弱衆神，祂們名義上統治著幻夢境，但事實上並不如舊日支配者般強大，其聰明程度甚至低於大多數的凡人的聰明程度，祂們的安全受到奈亞拉托提普的保障。
| 名字                           | 称号/别名 | 简介                                       | 参考 |
| 哈格-雷奥尼斯（Hagarg Ryonis） | -         | 經常顯現為一隻巨大爬蟲類怪獸               |      |
| 卡拉卡尔（Karakal）            | -         | 形象為精靈般的類人                         |      |
| 洛邦（Lobon）                  | -         | 頭戴藤蔓王冠手持長矛的年輕神               |      |
| 纳斯-霍塔斯（Nath-Horthath）   | -         | 幻夢境塞勒菲斯城的主神                     |      |
| 欧克拉诺斯（Oukranos）         | -         | 河神                                       |      |
| 塔马什（Tamash）               | -         | 顯現為矮小，銀皮膚，烏黑的頭髮和鬍鬚的男子 |      |
| 佐-卡拉尔（Zo-Kalar）          | -         | 誕生與死亡之神                             |      |

### 其它超自然生靈（Other supernatural creatures）
以下列表列出一些不属于以上任何一类的強大生靈，祂們大多资料不详。
| 名字                            | 称号/别名    | 简介 | 参考 |
| 弗塔古亚（Fthaggua）            | 克提恩加之主 | 形为一不稳定的蓝色火球。可能是克图格亚的眷族，其确切身份尚可存疑 |      |
| 克萨诺斯（Xexanoth）            | 亚弗戈蒙之敌 | 不明 |      |
| 海德拉(The Hydra)               | ——           | 以一片灰色軟泥的大海為外形顯現,許多活人頭——一些人和外星人的，從軟泥中發芽樣冒出,露出好似忍受極大痛苦一般扮著哭訴的鬼臉 |      |
| 時間的影子 (The shadow of time) | ——           | 以一個沒有頭顱,手指為觸手顯現。 被摸到不管物體或人最後都會化為一抔塵土。 |      |
| 凱特 諾索斯(Keter north)        | 不滅的王座   | 外表為一具黑色的鎧甲杵立在金黃色的王座又或著以一團藍色的人形火焰.一位帶著半臉面具的男子.之類的型態出現.他是靈魂的創造者亦是統治者.他賦予許多生命靈魂.卻也令許多創作焚燒殆盡.他對萬物平等.當一項事物的時間到了盡頭.凱特諾索的火焰燃燒.最終不留一物.彷彿不曾存在。 |      |
| 靈魂創造者                      | ?            | ? |      |

### 特殊生物種族
鉆地魔蟲（Chthonian）
星之彩（Colors Out of Space）
諾弗-刻（Gnoph-Keh）
巨噬蠕蟲（Dhole）
盲目者（Flying Polyp）
伊斯之偉大種族（Great Race of Yith）
廷達洛斯獵犬（Hound of Tindalos）
羅伊格爾（Lloigor）
空鬼（Dimensional Shambler）
遠古種族（Elder Thing）
食尸鬼（Ghoul）
妖鬼（Ghast）
古革巨人（Gug）
新偉大種族（Great Race New）
冷蛛（Leng Spider）
米-戈（Mi-Go）
月獸（Moon-Beast）
蛇人（Serpent People）
夏蓋蟲族（Insect from Shaggai）
星之精（Star Vampire）
黑山羊幼仔（Dark Young）
恐怖獵手（Hunting Horror）
外神之僕役（Servitor of the Outer Gods）
克蘇魯的星之眷族（Star-Spawn of Cthulhu）
拜亞基（Byakhee）
深潛者（Deep One）
無形之子（Formless Spawn）
夜魇（Nightgaunt）
人面鼠（Rat-Thing）
潛砂怪（Sand-Dweller）
格拉基之僕從（Servant of Glaaki）
夏塔克鳥（Shantak）
修格斯（Shoggoth）
丘丘人（Tcho-Tcho）
迷魅鼠（Zoog）
塞克洛托爾星怪（Being from Xiclotl）

## 主要作家
- 霍華德·菲利普·洛夫克拉夫特
- 奥古斯特·威廉·德雷斯
- 克拉克·阿什頓·史密斯
- 罗伯特·欧文·霍华德
- 弗兰克·贝尔克纳普·朗（英语：Frank Belknap Long）
- 科林·亨利·威爾遜（英语：Colin Wilson）
- 罗伯特·布洛克
- 布莱恩·鲁姆利（英语：Brian Lumley）

## 衍生作品
- 《数码兽大冒险02》第13话、《数码兽驯兽师》TV全集以及衍生小说《数码兽驯兽师1984》
- 《襲來！美少女邪神》(常译为《潜行吧！奈亚子》）（這いよれ！ニャル子さん），逢空萬太所寫的輕小說作品，使用了克蘇魯神話的元素及部份角色
- 《血源诅咒》PlayStation 4的游戏，其中大部分内容和克苏鲁神话联系紧密，众多Boss都参考了克苏鲁神话体系，比如重生的古神，宇宙之女伊碧塔絲，第三结局的月之神。此外，梦境在游戏中占很大的成分。
- 《神魔之塔》包括克蘇魯、猶格-索托斯、阿撒托斯在內，共有二十幾張以克蘇魯神話為原型的卡片（八封王、宇宙序章、地獄級、異界龍、討伐戰等）。
- 《聚爆》遊戲中的喪屍狀生化魔物"Xada" ，以及巨型隕星"超級阿薩托斯"皆以克蘇魯神話命名。
- 《Crash Fever》包括奈亚拉托提普、诺登斯、犹格-索托斯等角色以克苏鲁神话命名。
- 美國科幻驚悚片《科洛弗檔案》系列。
- 《龍族拼圖》猶格-索托斯、克圖格亞、阿撒托斯、奈亞拉托提普、克蘇魯，5個角色。猶格-索托斯與克圖格亞是抽蛋的獎項，另外三隻都會在(極練の闘技場、極限の闘技場、裏・極限の闘技場、協力！降臨ラッシュ！)中出現。
- 《深海終劫站》
- 起点中文网
  - 《詭秘之主》：白金作家愛潛水的烏賊所寫的網路小說作品，融合了蒸氣龐克與克蘇魯神話元素。
  - 《我的细胞监狱》：作者是“穿黄衣的阿肥”的一部科幻类型网络小说，出现了克苏鲁神话元素。
- 《Fate/Grand Order》泳裝BB、阿比蓋爾·威廉斯、楊貴妃與葛飾北齋、梵高、花之邪神、雅克·德·莫萊皆與克蘇魯神話有關。
- Arcaea其中一首曲目Cyaegha的譜面製作者昵稱為舊日支配者。
- 《關於我轉生變成史萊姆這檔事》究極技能的最上位以克蘇魯神話角色命名，例如：炎神之王（克圖格亞）、時空之王（猶格-索托斯）
- 《魔獸世界》系列中的古神
- 《遊戲王》卡牌中的舊神系列
- 須本壯一（日语：本そういち）的漫畫《夢幻軍艦大和號》（日语：夢幻の軍艦大和）將故事設定為猶格-索托斯所為。
- 諸星大二郎 的《栞與紙魚子》（日语：栞と紙魚子）故事中，作家段一知與克蘇魯世界的人結婚，生下的女孩就叫克蘇魯（クトルーちゃん），還養了名叫猶格的寵物。
- 《日拋型人設》世界觀來源
- 《OVERLORD》主角所使用的魔法可以召喚黑山羊幼仔
- 《第五人格》監管者黃衣之主-哈斯塔、夢之女巫-伊德海拉、守夜人-伊塔庫
- 《倖存者偏差》
- 《我在驚悚遊戲裡封神》
- 《人狼村之谜》
- 2011年10月上线的MMORPG《Wizardry Online》中，融入了大量克苏鲁神话相关元素[22]。2016年3月更新的“シャーデの迷宮”中，最终BOSS的外型酷似“克苏鲁”。
- 手遊《忘卻前夜》角色／故事
- 番茄小说網
  - 《我在精神病院學斬神》：番茄小说網殿堂作家三九音域所寫的網路小說作品，融合了多個神話體系與克蘇魯神話元素包括阿撒托斯、奈亚拉托提普、猶格-索托斯、莎布-尼古拉斯、米-戈等在內，共有十六位以克蘇魯神話為原型的角色。